# Tischtennisweltmeisterschaft 1965
Die 28. Tischtennisweltmeisterschaft fand vom 15. bis zum 25. April 1965 in Ljubljana (Jugoslawien) statt. Die Spiele wurden in der Sporthalle im Tivoli-Park (Stanko Bloudek Park) ausgetragen. Insgesamt 180.000 Zuschauer sahen die Spiele.
Japan gewann den Titel im Dameneinzel und im Mixed. In den restlichen fünf Wettbewerben siegten die Chinesen. Eberhard Schöler wurde im Einzel Dritter. Bei Zhuang Zedongs Titelgewinn im Herreneinzel argwöhnten einige Beobachter, dass Li Furong angewiesen wurde, das Endspiel absichtlich zu verlieren.
Das Auftreten der deutschen Sportler wurde beeinträchtigt durch die Krise, die in der Führung des Deutschen Tischtennis-Bundes DTTB herrschte (siehe Die Affäre Ness).
Legendär ist das Spiel im Herreneinzel zwischen Eberhard Schöler und dem Chinesen Zhang Xielin im Viertelfinale. Beide Spieler waren Abwehrspezialisten. Nach mehr als zwei Stunden Spielzeit musste der fünfte Satz die Entscheidung bringen. Nach wechselhaften Verlauf mit beiderseitigen Netz- und Kantenbällen gewann Schöler in der Verlängerung mit 27:25. Bereits eine halbe Stunde später musste der völlig erschöpfte Schöler im Halbfinale gegen den chinesischen Titelverteidiger Zhuang Zedong antreten. Hier war er ohne Chance und verlor. Zhuang Zedong verteidigte seinen Titel im Herreneinzel erfolgreich gegen den „ewigen Zweiten“ Li Furong.

## Spielsystem der Mannschaftswettbewerbe

### Herren
Die Herrenmannschaften wurden auf 12 Vorrundengruppen mit je drei bis vier Teams gelost. Die 12 Gruppensieger traten danach in zwei Sechser-Zwischenrundengruppen gegeneinander an. Die Gruppensieger dieser Zwischenrundengruppen bestritten das Endspiel, die Zweiten spielten um die Plätze drei bis vier usw. Auf diese Weise wurden die Plätze 1 bis 12 ermittelt. Analog kamen die Zweiten der Vorrundengruppen in zwei Sechser-Zwischenrundengruppen, wo sie um die Plätze 13 bis 24 spielten. Ebenso spielten die Dritten der Vorrundengruppen um die Plätze 25 bis 36.
Ein Mannschaftskampf wurde nach dem Swaythling-Cup-System ausgetragen, also ohne Doppel.

### Damen
Die Damenmannschaften wurden auf 8 Vorrundengruppen mit je vier bis fünf Teams gelost. Die 8 Gruppensieger traten danach in zwei Vierer-Zwischenrundengruppen gegeneinander an. Die Gruppensieger bestritten das Endspiel, die Zweiten spielten um die Plätze drei bis vier usw. Auf diese Weise wurden die Plätze 1 bis 8 ermittelt. Nach dem gleichen System wie bei den Herren spielten die Zweiten der Vorrundengruppen in zwei Vierer-Zwischenrundengruppen um die Plätze 9 bis 16, die Dritten um die Plätze 17 bis 24 usw.
Ein Damenteam bestand aus zwei Spielerinnen. Gespielt wurde nach dem Corbillon-Cup-System, also zuerst zwei Einzel, dann ein Doppel und danach wieder maximal zwei Einzel.

## Abschneiden der Deutschen

### Herrenmannschaft Deutschland
Zwar war Martin Ness im Vorfeld dieser WM in guter Form, allerdings wurde er wegen „nicht kameradschaftlichen Verhaltens“ nicht nominiert (siehe Die Affäre Ness). Für die Betreuung der deutschen Herren war kurzfristig Erich Kober eingesprungen. Die ursprünglich eingeplanten Betreuer standen nicht zur Verfügung, da sie – als Mitglied des DTTB-Sportausschusses – im Zuge der Ness-Affäre zurückgetreten waren.
In der Vorrunde Gruppe 4 setzte sich Deutschland jeweils mit 5:0 gegen Schottland und Südvietnam durch. Als vierte Mannschaft war Israel in Gruppe 4 gelost worden, jedoch blieb diese Nation der WM fern. Somit erreichte Deutschland die Zwischenrunde.
Hier gelang nur noch ein 5:4-Sieg gegen Rumänien. Die Spiele gegen China (1:5), UdSSR (4:5), Jugoslawien (3:5) und CSSR (1:5) gingen verloren. Eberhard Schöler gewann als einziger Europäer im Mannschaftswettbewerb ein Spiel gegen einen Chinesen, nämlich gegen Xu Yinsheng. Erich Arndt verletzte sich im Spiel gegen die UdSSR durch einen Sturz und musste deshalb gegen Jugoslawien pausieren. Vor dem Spiel gegen Ungarn reiste Conny Freundorfer, der lediglich einmal eingesetzt wurde, vorzeitig ab, weil er mit der Mannschaftsführung unzufrieden war. Im Spiel um die Plätze 9 und 10 unterlag das Team Ungarn mit 3:5.
Die Bilanzen der Spieler bei den Mannschaftskämpfen:
| Spieler           | Bilanz |
| ----------------- | ------ |
| Eberhard Schöler  | 17:3   |
| Erich Arndt       | 2:7    |
| Conny Freundorfer | 2:0    |
| Ernst Gomolla     | 5:11   |
| Hans Micheiloff   | 1:8    |

### Herrenmannschaft DDR
Die DDR-Mannschaft – in den deutschen Quellen als „Ostzone“ bezeichnet – siegte in der Vorrunde in Gruppe 11 gegen Kanada und Ecuador mit 5:0. Nach der 2:5-Niederlage gegen England erreichte sie Platz zwei. In der Zwischengruppe der Zweitplatzierten setzte sie sich gegen Frankreich, Polen und die USA mit jeweils 5:0 sowie gegen Österreich mit 5:1 durch. Der Kampf gegen Dänemark ging mit 2:5 verloren. Dadurch landete sie auf Platz zwei und spielte gegen den Zweiten der Parallelgruppe um Platz 15. Dieser Kampf gegen Indien wurde mit 5:0 gewonnen.

### Damenmannschaft Deutschland
In der Vorrundengruppe 6 erreichten die deutschen Damen nach Siegen über Finnland, Wales und Australien (jeweils 3:0) die Zwischenrunde der Tabellenersten. Hier unterlagen sie China und Rumänien mit 0:3 und gewannen 3:2 gegen Jugoslawien. Als Dritter kämpften sie gegen Ungarn, den Dritten der Parallelgruppe, um die Plätze 5 und 6. Durch die 1:3-Niederlage kamen die deutschen Damen auf Rang 6.
Agnes Simon und Edit Buchholz bestritten alle Einzel, Ingrid Kriegelstein und Margrit Siebert kamen nur in den Doppeln zum Zuge. Als Doppel wurde in der Vorrunde jedes Mal die Paarung Kriegelstein/Siebert aufgeboten. Danach experimentierte man mit den Kombinationen Simon/Buchholz und Simon/Kriegelstein.
Die Bilanzen der Spielerinnen bei den Mannschaftskämpfen:
| Spielerin           | Einzel | Doppel |
| ------------------- | ------ | ------ |
| Agnes Simon         | 5:4    | 1:3    |
| Edit Buchholz       | 5:3    | 0:2    |
| Ingrid Kriegelstein | 0:0    | 4:1    |
| Margrit Siebert     | 0:0    | 3:0    |

### Damenmannschaft DDR
Auch das DDR-Damenteam wurde in der Vorrundengruppe 8 Zweiter. Indien und Kanada wurden mit 3:0 besiegt, gegen die CSSR gab es eine 0:3-Niederlage. In der Zwischenrunde der Gruppenzweiten setzte es sich gegen Belgien, Bulgarien und Schweden mit 3:0 durch und belegte den ersten Platz. Im anschließenden Spiel gegen den Ersten der Parallelgruppe um Platz 9, die UdSSR, verlor die DDR mit 0:3.

### Herreneinzel Deutschland
Am erfolgreichsten war Eberhard Schöler, der bis ins Halbfinale kam. Auf dem Weg dorthin hatte er Michael Behan (Kanada), Jung Kil-hwa (Nordkorea), Hans Alsér (Schweden), und Edvard Vecko (Jugoslawien) ausgeschaltet. Sein Sieg im Viertelfinale über den Weltranglistendritten Zhang Xielin (China), den er nach etwa zwei Stunden errungen hatte, wurde als das wahnsinnigste Spiel, das es je gab bezeichnet. Da Schöler lediglich eine halbe Stunde Pause hatte, war er im Halbfinale gegen Zhuang Zedong zu erschöpft und verlor.
Die restlichen westdeutschen Spieler überstanden die erste Runde nicht. Hans Micheiloff musste als einziger Deutscher in der Qualifikationsrunde antreten, wo er zunächst Alfred Sciberras (Malta) besiegte und dann dem Nordkoreaner Jung Ryang-woong unterlag. Ernst Gomolla wurde von János Faházi (Ungarn) ausgeschaltet. Erich Arndt verlor gegen den Chinesen Ma Chin-pao erst in der Verlängerung des fünften Satzes durch einen Kantenball.
Conny Freundorfer war vorher bereits abgereist.

### Herreneinzel DDR
Nur Siegfried Lemke überstand die erste Runde gegen Josef Bauregger (Österreich). Danach wurde er von dem Jugoslawen Edvard Vecko aus dem Rennen geworfen. In der Qualifikation scheiterten Peter Fähnrich an Antun Stipančić (Jugoslawien) und Wolfgang Stein an Freddy Hansen (Dänemark). Ohne in der Qualifikation antreten zu müssen, verloren in der ersten Hauptrunde Lothar Pleuse gegen Sándor Harangi (Ungarn) und Bernd Pornack gegen Achmad Djaya (Indonesien).

### Dameneinzel Deutschland
Agnes Simon erreichte das Achtelfinale. Sie schaltete Signe Paisjärv (UdSSR) und Li Henan (China) aus, nicht aber die Japanerin Masako Seki. Auch Edit Buchholz kam nach Siegen über Birgitta Walfridsson (Schweden) und Lesley Bell (England) ins Achtelfinale. Hier war gegen die spätere Weltmeisterin Naoko Fukazu (Japan) Endstation.
Ingrid Kriegelstein musste zunächst die Qualifikation gegen Cadillon (Polen) (Kampflos) und Anne-Marie Wijnants (Niederlande) bestehen. Dann verlor sie gegen Eleonora Vlaicov (Rumänien). Margrit Siebert schaffte die Qualifikation gegen Danica Nicolic (Jugoslawien), dann war die Engländerin Diane Rowe zu stark. Neuling Christel Lang setzte sich in der Qualifikation gegen Ramona Darbin (Iran) und Maija Nieminen (Finnland) durch, um dann gegen Cirila Pirc (Jugoslawien) zu verlieren.

### Dameneinzel DDR
Lediglich Doris Hovestädt brauchte die Qualifikationsrunde nicht durchlaufen. Sie verlor jedoch in der ersten Runde gegen die Russin Swetlana Grinberg. Elke Richter kam am weitesten. Sie qualifizierte sich gegen Michele Boiteux (Frankreich) und Ethel Jacks (Ghana), setzte sich gegen Lena Rundström (Schweden) durch, war dann aber Maria Alexandru (Rumänien) unterlegen. Gabriele Geißler gewann gegen Lis Ramberg (Dänemark), in Runde eins war jedoch gegen Masako Seki (Japan) Schluss, ebenso wie für Carla Strauß nach Siegen über Marie-France Petre (Belgien) und Vera Arslanagic (Jugoslawien) und dem Ausscheiden gegen Naoko Fukazu (Japan).

### Herrendoppel Deutschland und DDR
Schöler/Gomolla hatten mit dem Doppel Emmanuel Aryee Quaye/Ebenezer Quaye keine Probleme (10, 5, 3), dann waren die Chinesen Zhou Lansun/Yu Changchun zu stark. Arndt/Vojislav Marković (Deutschland/Jugoslawien) überstanden die erste Runde, wurden dann jedoch von den ostdeutschen Peter Fähnrich/Bernd Pornack besiegt. Wegen Freundorfers Abreise blieb Micheiloff ohne Doppelpartner.
Fähnrich/Pornack warfen in der zweiten Runde Erich Arndt/Vojislav Marković (Deutschland/Jugoslawien) aus dem Rennen, dann war im Achtelfinale gegen Dragutin Šurbek/Zeljko Hrbud (Jugoslawien) Endstation. Lemke/Pleuse schieden nach dem Sieg über Ib Hückelkamp/Hansen (Dänemark) in der zweiten Runde gegen Kōji Kimura/Ken Konaka (Japan) aus. Ebenso weit kamen Rotislav Stepanek/Stein, die gegen Wang Jiasheng/Li Furong (China) auf verlorenem Posten standen.

### Damendoppel Deutschland und DDR
Kein westdeutsches Damendoppel überstand die erste Hauptrunde.
Lang/Jitka Karlíková (CSSR) siegten in der Qualifikation über Loukia Skrivanou/Panagiota Kotsia (Griechenland) und Ramona Darbin/Elyaswand (Iran). Dann trafen sie auf das spätere Weltmeisterdoppel Zheng Minzhi/Lin Huiqing (China), gegen das kein Satzgewinn gelang. Buchholz/Kriegelstein unterlagen den Halbfinalisten Feng Mengya/Li Henan (China). Simon/Siebert verloren das innerdeutsche Duell mit Gabriele Geißler/Doris Hovestädt (DDR) mit 3:1.
Erfolgreicher waren die ostdeutschen Doppel, welche jeweils die zweite Hauptrunde erreichten.
Geißler/Hovestädt setzten sich in der Qualifikation gegen Lena Rundström/Eva Johansson (Schweden) und Ursula Stulmeyer/Ria Bogmans (Niederlande). Danach warfen sie Agnes Simon/Margrit Siebert (Deutschland) aus dem Rennen, nicht aber Maria Alexandru/Ella Constantinescu (Rumänien). Richter/Strauß siegten gegen Eva Banhidy/Christine Shepherd (Australien) und Eleonora Vlaicov/Viorica Ivan (Rumänien), unterlagen dann jedoch Chou Li-ling/Chou Paochin (China).

### Mixed Deutschland und DDR
- Schöler/Simon: Sieg gegen Fähnrich/Strauß (DDR), Marcel Grimm/Christiane Andre (Schweiz), Niederlage im Achtelfinale gegen Vladimír Miko/Marta Lužová (CSSR)
- Arndt/Siebert: Niederlage in der Vorrunde gegen Janusz Kusinski/Danuta Szmit (Polen)

- Fähnrich/Strauß: Niederlage gegen Schöler/Simon (Deutschland)
- Pleuse/Hovestädt: Niederlage gegen Zhou Lansun/Li Li (China)

## Wissenswertes
- Eine viel beachtete Neuerung stellte eine an der Wand befestigte Leuchttafel dar, auf der die Ergebnisse für alle Zuschauer sichtbar angezeigt wurden. Die Leuchttafel bestand aus 7.500 Glühbirnen und 15.000 Transistoren.
- Weltmeister Zhuang Zedong erhielt ein Moped, Weltmeisterin Naoko Fukazu einen Teppich als Preis.
- Ethel Jacks (Ghana) wurde als attraktivste Frau zur Miss SPENT (= Miss WM) gewählt

## Kongresse
Während der Weltmeisterschaft tagten die Gremien des Weltverbandes ITTF und des Europäischen Verbandes ETTU. Einige Beschlüsse:
- die WM 1969 wurde nach Deutschland vergeben.
- der DTTB-Präsident Kurt Entholt wurde in den Vorstand des ITTF berufen.
- die Farbe des Tisches wurde auf matt dunkelgrün festgelegt.

## Philatelie
Am 15. April 1965 wurden zwei Postwertzeichen von Jugoslawien herausgegeben (Michel-Katalog Nr. 1104–1105), welche von T. Krnjajic entworfen wurden. In Ljubljana wurde vom 15. – 25. April 1965 ein Sonderstempel verwendet. Von der Volksrepublik China wurden vier Postwertzeichen (Michel-Katalog Nr. 864–867) am 25. April 1965 zur Ausgabe gebracht. Dazu kamen zwei Ersttagssonderstempel von Peking und Shanghai.

## Ergebnisse
Folgende Deutsche nahmen nur an den Individualwettbewerben teil:
- Damen: Christel Lang

| Wettbewerb        | Rang | Sieger                                                                                                  |
| ----------------- | ---- | --- |
| Mannschaft Herren | 1.   | China (Zhou Lansun, Li Furong, Zhang Xielin, Xu Yinsheng, Zhuang Zedong)                                |
| Mannschaft Herren | 2.   | Japan (Ichiro Ogimura, Kōji Kimura, Ken Konaka, Takao Nohira, Hiroshi Takahashi)                        |
| Mannschaft Herren | 3.   | Nordkorea (Jung Ryang-woong, Kim Jung-sam, Jung Kil-hwa, Pak Sin-il, Kim Chang-ho)                      |
| Mannschaft Herren | 3.   | Schweden (Stellan Bengtsson 1, Carl-Johan Bernhardt, Hans Alsér, Kjell Johansson)                       |
| Mannschaft Herren | 10.  | BRD (Eberhard Schöler, Erich Arndt, Conny Freundorfer, Ernst Gomolla, Hans Micheiloff)                  |
| Mannschaft Herren | 15.  | DDR (Peter Fähnrich, Siegfried Lemke, Lothar Pleuse, Bernd Pornack, Wolfgang Stein)                     |
| Mannschaft Herren | 21.  | Österreich (Klaus Bacher, Josef Bauregger, Josef Eberl, Günter Heine, Conrad Köllner, Josef Sedelmayer) |
| Mannschaft Herren | 24.  | Schweiz (Lajos Antal, Claude Duvernay, Marcel Grimm, Nicolas Pewny, Markus Schmid, André Steckler)      |
| Mannschaft Damen  | 1.   | China (Zheng Minzhi, Li Henan, Liang Lizhen, Lin Huiqing)                                               |
| Mannschaft Damen  | 2.   | Japan (Naoko Fukazu, Masako Seki, Tsunao Isomura, Noriko Yamanaka)                                      |
| Mannschaft Damen  | 3.   | England (Mary Shannon, Lesley Bell, Irene Ogus, Diane Rowe)                                             |
| Mannschaft Damen  | 6.   | BRD (Agnes Simon, Edit Buchholz, Ingrid Kriegelstein, Margrit Siebert)                                  |
| Mannschaft Damen  | 10.  | DDR (Gabriele Geißler, Doris Hovestädt, Elke Richter, Carla Strauß)                                     |
| Mannschaft Damen  | 18.  | Österreich (Sonja Petsche, Friederike Scharfegger, Elisabeth Willinger, Henrike Willinger)              |
| Mannschaft Damen  | 20.  | Schweiz (Christiane Andre, Monique Jaquet, Michele Stirn)                                               |
| Herren Einzel     | 1.   | Zhuang Zedong – CHN                                                                                     |
| Herren Einzel     | 2.   | Li Furong – CHN                                                                                         |
| Herren Einzel     | 3.   | Zhou Lansun – CHN                                                                                       |
| Herren Einzel     | 3.   | Eberhard Schöler – FRG                                                                                  |
| Damen Einzel      | 1.   | Naoko Fukazu – JPN                                                                                      |
| Damen Einzel      | 2.   | Lin Huiqing – CHN                                                                                       |
| Damen Einzel      | 3.   | Noriko Yamanaka – JPN                                                                                   |
| Damen Einzel      | 3.   | Li Li – CHN                                                                                             |
| Herren Doppel     | 1.   | Zhuang Zedong/Xu Yinsheng – CHN                                                                         |
| Herren Doppel     | 2.   | Zhang Xielin/Wang Zhiliang – CHN                                                                        |
| Herren Doppel     | 3.   | Wang Jiasheng/Li Furong – CHN                                                                           |
| Herren Doppel     | 3.   | Zhou Lansun/Yu Changchun – CHN                                                                          |
| Damen Doppel      | 1.   | Zheng Minzhi/Lin Huiqing – CHN                                                                          |
| Damen Doppel      | 2.   | Masako Seki/Noriko Yamanaka – JPN                                                                       |
| Damen Doppel      | 3.   | Feng Mengya/Li Henan – CHN                                                                              |
| Damen Doppel      | 3.   | Li Li/ Liang Lizhen – CHN                                                                               |
| Mixed             | 1.   | Kōji Kimura/Masako Seki – JPN                                                                           |
| Mixed             | 2.   | Zhang Xielin/Lin Huiqing – CHN                                                                          |
| Mixed             | 3.   | Ken Konaka/Naoko Fukazu – JPN                                                                           |
| Mixed             | 3.   | Zhuang Zedong/Liang Lizhen – CHN                                                                        |

## Medaillenspiegel
| Rang  | Land                | Gold | Silber | Bronze | Gesamt |
| ----- | ------------------- | ---- | ------ | ------ | ------ |
| 1     | Volksrepublik China | 5    | 4      | 7      | 16     |
| 2     | Japan               | 2    | 3      | 2      | 7      |
| 3     | BR Deutschland      | 0    | 0      | 1      | 1      |
| 3     | Nordkorea           | 0    | 0      | 1      | 1      |
| 3     | England             | 0    | 0      | 1      | 1      |
| Total | Total               | 7    | 7      | 13     | 27     |